# Creaciones (programa de televisión)
Creaciones era un programa de televisión chileno, de carácter cultural, emitido por la Corporación de Televisión de la Universidad Católica de Chile entre inicios de 1982 y el 25 de octubre de 1998, en que se presentaban distintas óperas y obras de ballet tanto desde el Teatro Municipal de Santiago como desde destacados escenarios internacionales.
Desde sus comienzos el programa contó con la presentación del destacado hombre de la cultura, el dibujante Jorge Dahm, quien previamente a cada obra hacia una breve y ágil explicación de la trama de la obra a exhibir. Tras la muerte de Dahm en junio de 1990, Creaciones pasó a ser conducido por el arquitecto Hernán Precht en septiembre de ese año. El programa además contaba distintas secciones realizadas por panelistas como José Luis Rosasco, María Teresa Serrano, Jaime Vadell, Ana Josefa Silva, Leopoldo Castedo, Luis Poirot, Mario Córdova, Fernando Rosas, entre otros destacados. Desde marzo de 1995, Creaciones siguió su línea con más énfasis en la presentación y difusión de documentales históricos.